# Schloss Saarbrücken

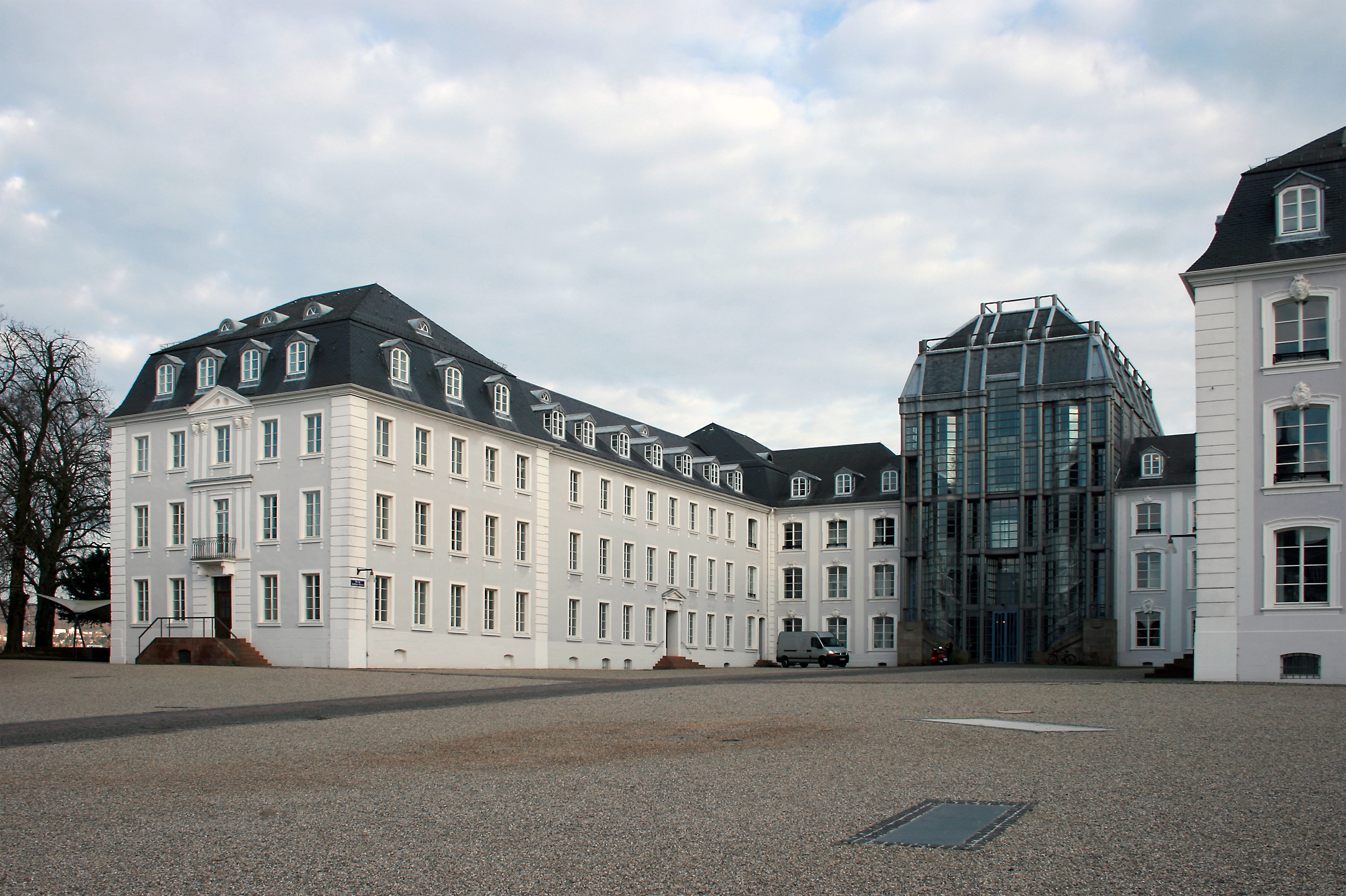
Das Saarbrücker Schloss

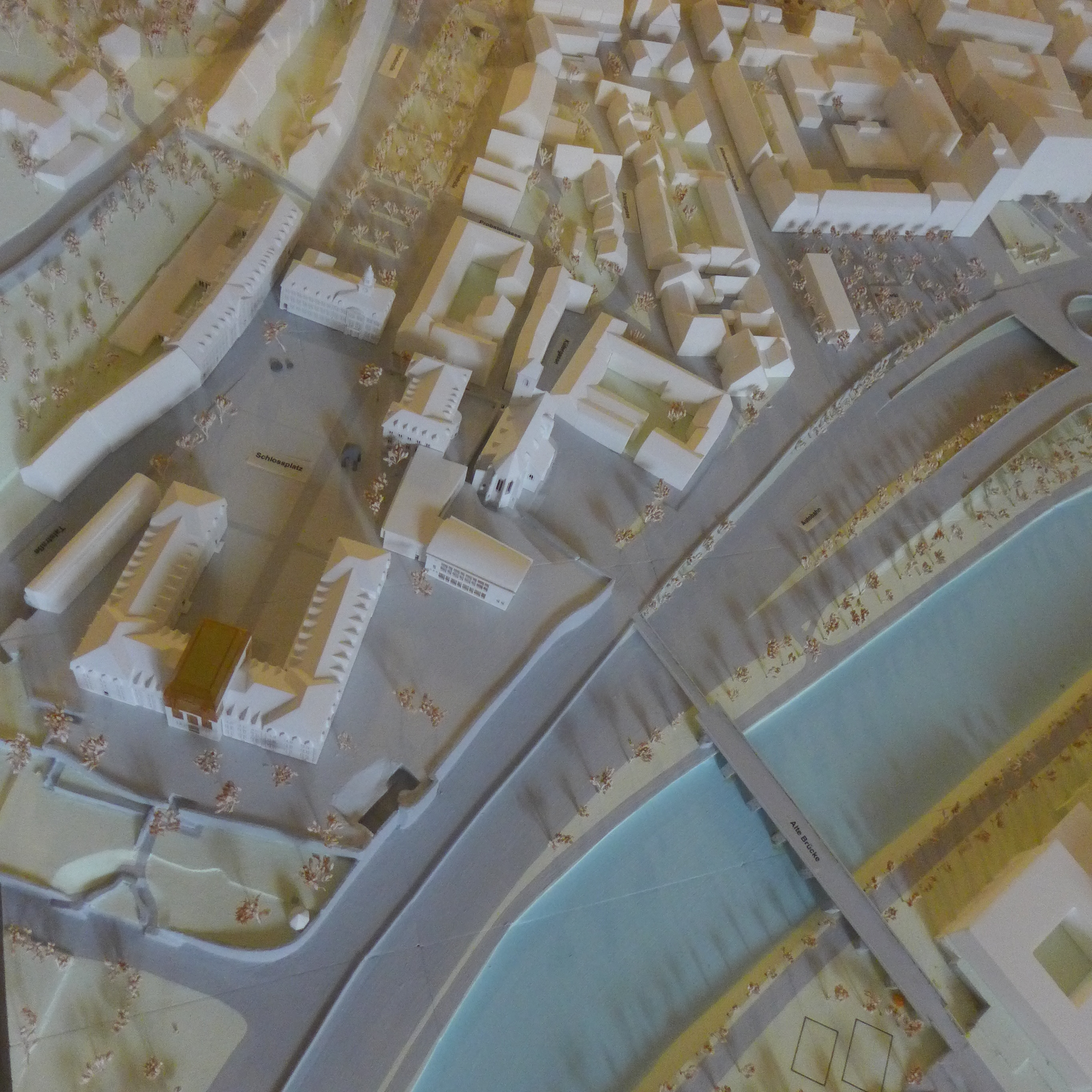
Schloss Saarbrücken heute, Stadtmodell

Das Schloss Saarbrücken, auch „Saarbrücker Schloss“ genannt, ist ein barockes Schloss in der saarländischen Landeshauptstadt Saarbrücken. Es befindet sich im Stadtteil Alt-Saarbrücken am linken Ufer der Saar. Vorgängerbau am Standort war ein Renaissance-Schloss, das aus einer mittelalterlichen Burg entstanden war.
Das Schloss dient heute als Verwaltungssitz des Regionalverbands Saarbrücken. Im Gewölbekeller und einem Anbau befinden sich die Ausstellungsräume des Historischen Museums Saar. Unter dem Schlossplatz wurden Teile der Burganlage mit den Kasematten freigelegt. Nach umfangreichen Ausgrabungen zwischen 2003 und 2007 sind die Kasematten vom Historischen Museum aus für Besucher zugänglich.

## Geschichte

### Mittelalter bis 17. Jahrhundert
Historische Quellen aus dem Jahre 999 berichten von dem kaiserlichen Castell Sarabruca, das im Jahre 1009 Veste Sarebrugka genannt wird. Nach einer Urkunde aus dem Jahre 1065 hatte Herzog Friedrich von Niederlothringen die Burg vom König als Lehen erhalten. König Heinrich IV. schenkte das Castel Salentburca Friedrichs Bruder, Graf Adalbero III. von Luxemburg , der Bischof von Metz war. Im Jahre 1168 wurde die Burg des Grafen Simon von Saarbrücken auf Befehl des Kaisers Friedrich I. zerstört.
1277 erwähnen Archivalien am 2. Juli Castel und Bourg in Saarbrücken. Eine Urkunde vom 11. Januar 1485 berichtet, dass Graf Johann III. von Nassau-Saarbrücken 1459 angefangen hatte, "wegen Kriegszeiten die beiden Städte [Saarbrücken und St. Johann] zu befestigen und zu bewachen". Johann IV. begann im Jahre 1563 damit, moderne Bollwerke (Bastionen) um die Burg anzulegen und eine Zugbrücke über den Graben zwischen Stadt und Burg zu bauen.
Der Historiograph der Grafen von Nassau-Saarbrücken, Johann Andreae, berichtete, Graf Philipp IV. habe 1575 das Sommerhaus zu Saarbrücken gebaut, und vermittelt in einer Grundrissskizze erstmals eine Vorstellung vom Aussehen der damaligen Burg. Das trapezförmige Geviert war mit ungleich breiten Gebäuden umschlossen. Der höchste Turm, ein Bergfried aus staufischer Zeit, befand sich auf der Westseite der Vierflügelanlage. Bei Kanalisationsarbeiten im August 1977 entdeckte man eine drei Meter dicke Mauer, die zu diesem Turm gehörte. Im März 1989 wurde dann beim Abtragen der Freitreppe und der Neugestaltung des Schlossplatzes das komplette Turmfundament freigelegt. 
Die Vorburg auf der Saarseite wurde nach Nordwesten und Südosten durch Gebäude abgeschlossen. Das von dem kurpfälzischen Baumeister Christmann Stromeyer erbaute Sommerhaus, stand auf dem südöstlichen Vorsprung des Saarfelsens. Die Burganlage wurde im Nordosten durch den Saarfelsen und die Saar, im Osten durch einen Graben und im Süden sowie Südwesten durch Bollwerk und Graben umschlossen. Der Zugang zur Burg erfolgte von der Stadtseite her über die Zugbrücke gegenüber dem großen Turm. In der Südecke des Gartens befand sich der "rothe Thurn", und gegenüber in der Nordecke stand das "rund Thurnlein".

### 17. Jahrhundert

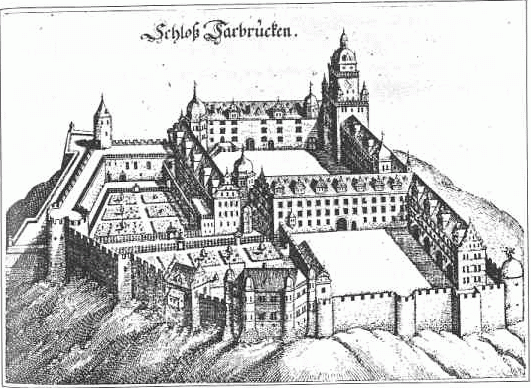
Ansicht des Schlosses im 17. Jahrhundert nach Merian

Handzeichnungen Henrich Höers geben die Schlossanlage des 17. Jahrhunderts, die sich durch Umbauten aus der Burg heraus entwickelt hatte, authentisch und topographisch zuverlässig wieder. Dargestellt ist eine Vierflügelanlage innerhalb eines Berings mit verschiedenförmigen Bastionen. Die Schutzvorrichtungen der Schlossanlage wie Türme, Mauern, Torbauten und Gräben folgten der Topographie des Saarfelsens. Das Bollwerk wurde durch dreiecksförmige Eckbastionen verstärkt. Im Oktober 1983 wurde bei Ausschachtungsarbeiten zu einem technischen Nebengebäude an der Talstraße ein Teil dieser umfangreichen Befestigungsanlagen in verschiedenen Schichten ausgegraben. Diese Bastion und die südwestliche Wehrmauer wurden in den Neubau des technischen Nebengebäudes einbezogen und können heute besichtigt werden.
Vier Flügel, drei im rechten Winkel zusammengefügt, umgaben den trapezförmigen Haupthof. Das Geviert war mit gleich breiten Gebäuden umschlossen. Die dreigeschossigen Baukörper waren durch vier in den Ecken des inneren Schlosshof eingestellte Treppentürme mit Wendeltreppen erschlossen. Nach Süden wurde das Geviert durch vier übereinander liegende Arkaden abgeschlossen.
Der Westflügel war nach wie vor geprägt durch den früheren Bergfried, der noch bis zum Abbruch des Renaissanceschlosses im 18. Jahrhundert erhalten bleiben sollte. Er erhielt seit oberstes Geschoss im Jahr 1613 und präsentierte sich seitdem als rechteckiger, fünfgeschossiger Uhrenturm. Er überragte den Dachfirst der vier Flügel und wurde von einer Schweifhaube mit Gauben und einer Laterne abgeschlossen, wie ein Stich von Merian bezeugt. Die achteckigen Treppentürme in den vier Ecken des Innenhofes waren ebenfalls mit Schweifhauben abgedeckt.
Der Vorhof auf der Saarseite wurde nach Nordwesten durch den Botzheimischen Bau – benannt nach dem dort um 1728 wohnenden Oberforstmeister–, nach Nordosten durch einen kleinen eingeschossigen Quertrakt und im Norden von der Schlossmauer gebildet. Das Sommerhaus auf dem südöstlichen Saarfelsen war dem Gartenhaus vorgelagert.

### Übergang zum 18. Jahrhundert

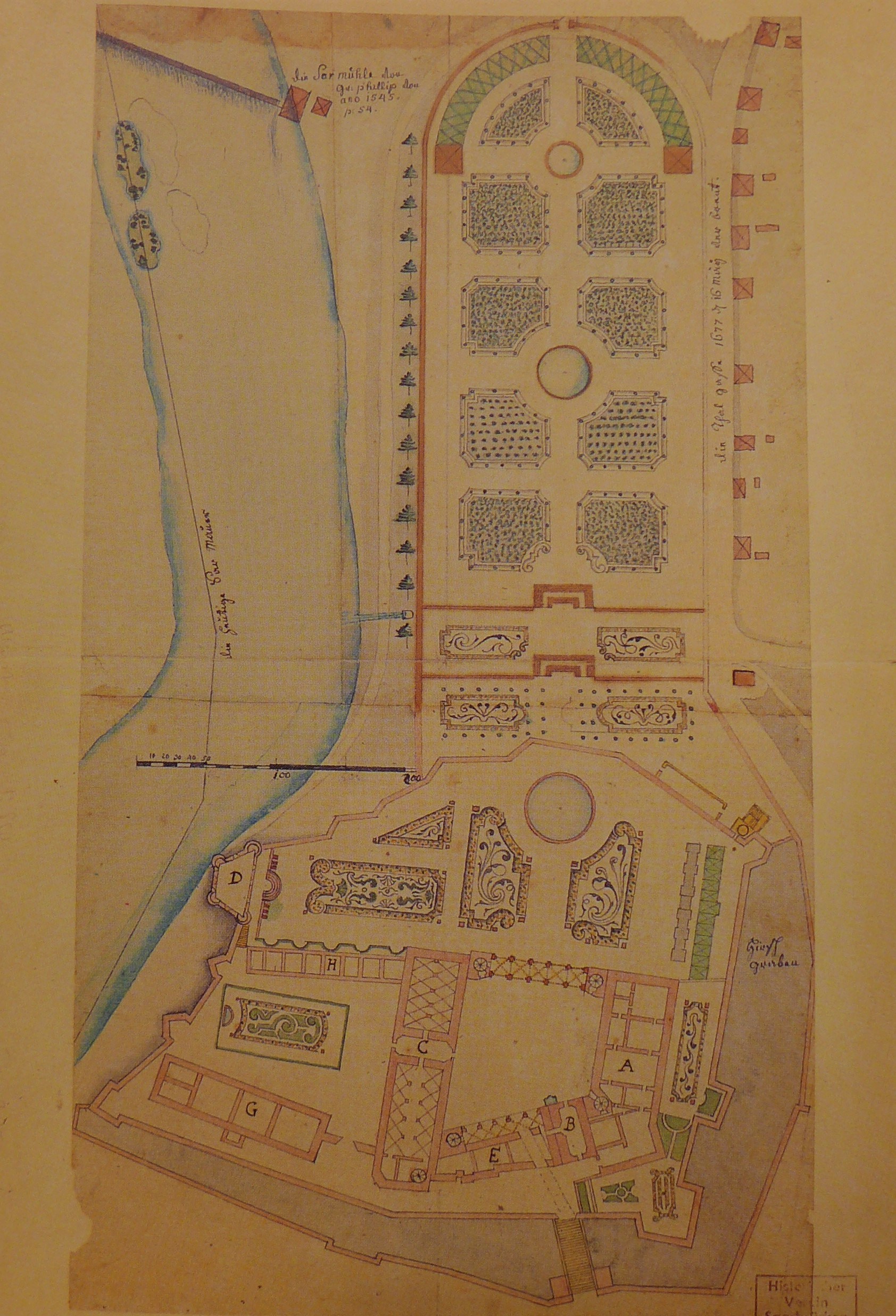
Plan des Renaissanceschlosses mit Garten vor dem barocken Neubau Mitte des 18. Jahrhunderts, Zeichnung von Friedrich Köllner (Landesarchiv Saarbrücken)

1673 wurde die Grafschaft Saarbrücken von Frankreich besetzt und Graf Gustav Adolf gefangen genommen. Beim Versuch der Zurückeroberung durch kaiserliche Truppen wurde das Schloss am 18. Maijul. / 28. Mai 1677greg. stark beschädigt. Die Wiederherstellung des Schlosses begann in der folgenden Reunionszeit, als Saarbrücken für kurze Zeit Teil der französischen Saarprovinz (1685–1697) war. Die Leitung des Wiederaufbaus übernahm um 1696 der Architekt Josef C. Motte, genannt la Bonté, im Auftrag der Witwe Gustav Adolfs, Eleonore Klara, und ihres Sohnes Ludwig Kraft.
Der Schlossflügel entlang dem Weg von St. Arnual Rauschen Thal, der heutigen Talstraße, wurde nach den erhaltenen Umbauplänen „à la mode“ (d. h. im Barockstil) ausgeführt. Der Schlosshof war nach Süden zum Garten hin geöffnet und mit einem eingeschossigen Arkadengang umgrenzt. Das Gartenterrain wurde über den Bering hinaus durch einen terrassierten Barockgarten weit ins Tal erweitert. Eine Sepiazeichnung, die Anton Köhl zugeschrieben wird und nach 1710 angefertigt wurde, zeigt das Schloss mit Marktplatz. Sie gibt den damaligen Grundriss wieder. Auf ihr ist anstelle des ehemaligen Ostflügels ein niedriger Arkadentrakt eingezeichnet, jenseits dessen sich der terrassierte Garten erstreckt. 
Im Jahr 1699 wurde Jacques Pierrard de Coraille von Graf Ludwig Kraft zum Hofbildhauer ernannt. Er schuf zahlreiche Vasen und Statuen für den Schlosspark sowie die Grabmale für Gustav Adolf und später Ludwig Kraft in der Schlosskirche. 

### 18. Jahrhundert

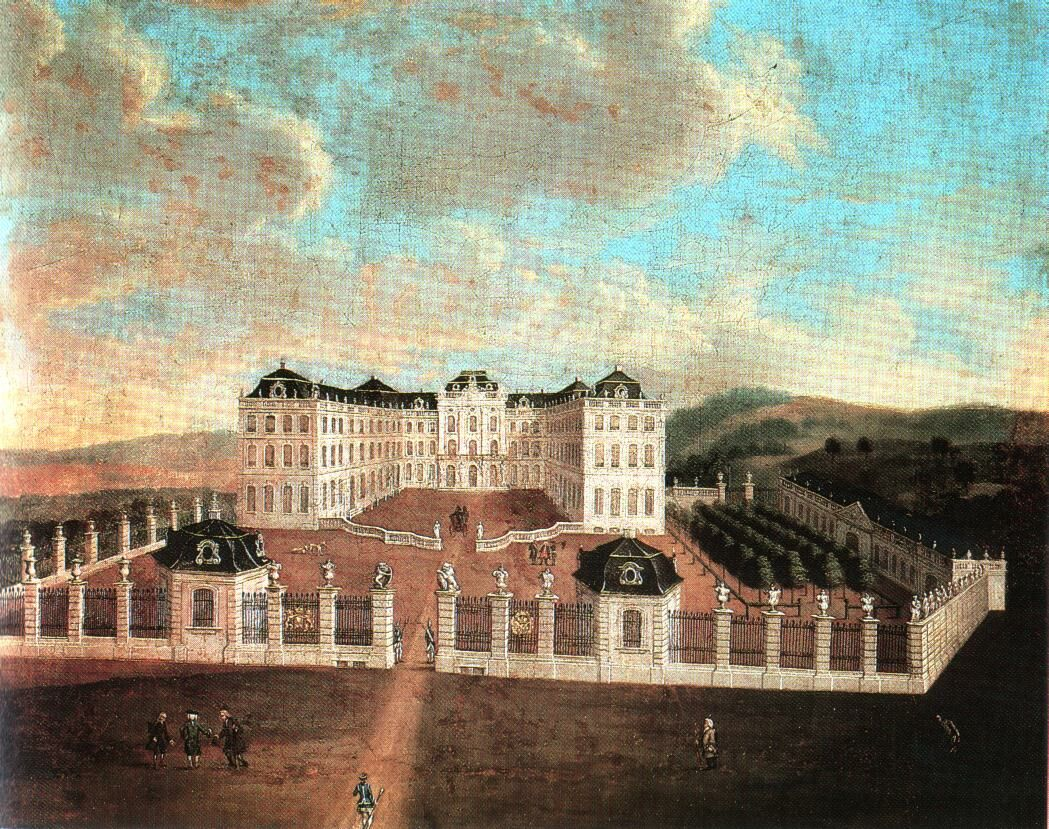
Gemälde des Schlosses nach Fertigstellung des barocken Neubaus unter Friedrich Joachim Stengel

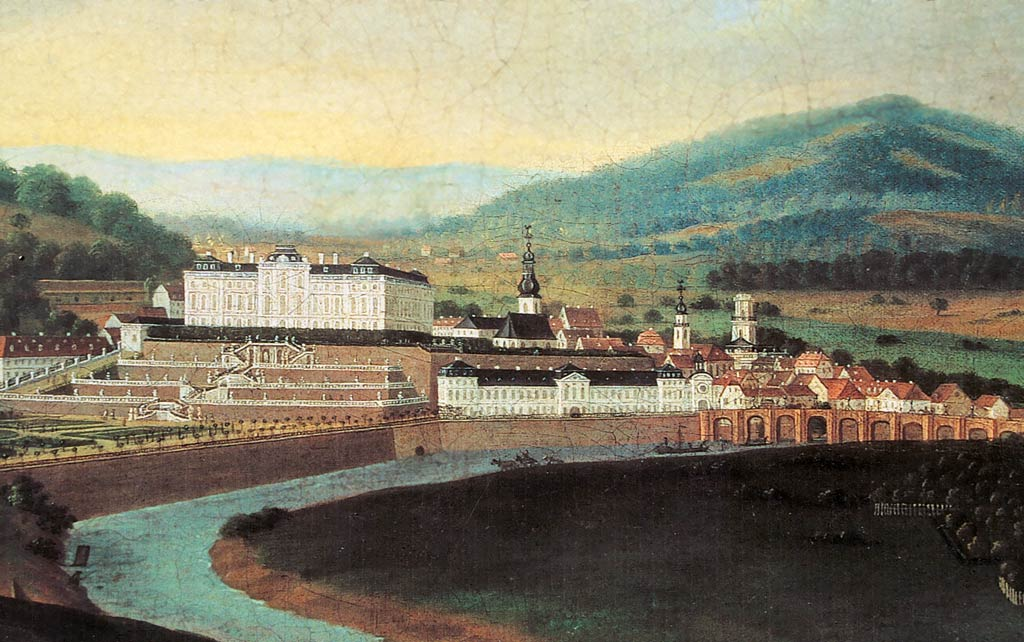
Ansicht von Schloss und Stadt Saarbrücken um 1770

Nach dem Tode Friedrich Ludwigs von Nassau-Saarbrücken im Jahr 1728 fielen die Besitzungen an den usingischen Zweig des Hauses Nassau zurück, die mittlerweile den Fürstentitel trug. 1735 teilte Fürstin Charlotte Amalie von Nassau-Usingen, geb. von Nassau-Dillenburg, die Erblande unter ihren Söhnen auf. Der ältere Karl erhielt die rechtsrheinischen nassauischen Länder, der jüngere Wilhelm Heinrich die linksrheinischen.
Mit der Übernahme der Regierung durch Fürst Wilhelm Heinrich im Jahr 1741 wurde der Architekt Friedrich Joachim Stengel aus Zerbst beauftragt , ein Gutachten über den baulichen Zustand des Saarbrücker Schlosses zu erstellen. Die Archivalien geben weitere Kenntnis von einer Planvorlage am 26. Januar 1739 für einen Neubau. Der Wandel in der fürstlichen Lebensführung, das Aufgeben der Wehrbaufunktionen, die weltoffenere Haltung und der Wunsch nach einer freieren Anlageform mit Außenhöfen und Gärten sowie der Wille zu einer bequemeren, prachtvolleren Gestaltung und einer verfeinerten Wohnkultur begründeten die Aufgabe des befestigten Schlosses. Die Berufung Stengels im Jahre 1733 als nassau-usingischer Hofarchitekt und Bauinspektor, der von 1708 bis 1712 an der königlichen Akademie der Künste in Berlin ausgebildet worden war, führte zu einer umfassenden städtebaulichen Planung mit großzügigen Einzelbauten und Ensembles, wie Schloss mit Schlossplatz, Rathaus und Erbprinzenpalais sowie dem Ludwigsplatz mit der protestantischen Ludwigskirche, der Friedenskirche und einem Palais. Im Stadtgrundriss von Saarbrücken wurden die Prinzipien der Geometrie und Symmetrie mit ihren rechteckigen Platzanlagen und dem Achsenbezug („Point de vue“) eingeplant. Der Schlossneubau wurde anstelle des Vorgängerbaus auf dem Saarfelsen als ein die Bürgerhäuser überragender Wohn- und Verwaltungssitz in das gewachsene Stadtbild eingefügt. Durch Verfüllen der Burggräben im Bereich des heutigen Schlossplatzes und der Talstraße, das Schleifen der Mauern, die Umlegung des Saarlaufes sowie die Errichtung der neuen Schlossmauer entlang des Flusses wurde von Stengel die topographische Voraussetzung zur Errichtung der neuen Residenz auf dem Areal des ehemaligen Renaissanceschlosses geschaffen. Die Anlage eines großzügigen Barockgartens erforderte auch den Ausbau der gestaffelten Terrassen, die sich auf dem Abhang zur Saaraue befanden. 1748 wurde dieses Schloss, eine zur Stadt hin geöffnete Dreiflügelanlage als Wohnsitz der Fürstenfamilie sowie als Ort der Repräsentation und der Verwaltung fertiggestellt. Zur Durchführung des Bauvorhabens wurden zahlreiche Architekten, Ingenieure und Bauhandwerker engagiert.
Die Schlossanlage orientierte sich an dem Idealgrundriss des Quadrates, wobei die Dominanz des Corps de Logis durch dessen Dach entstand, das die Eckpavillons und Rücklagen überragte. Dem Corps de Logis mit Mittelpavillon waren an seinen Enden im rechten Winkel zwei gleich lange Flügel angegliedert, die sich wie bei seinem Vorgängerbau um einen Ehrenhof gruppierten und so einen zusätzlichen Lebensraum schafften. Dieser hufeisenförmig angeordnete Flügelbau war an seinen Ecken durch vier Pavillons betont, die an die Verteidigungstürme der Stadtburg erinnerten. Der Ehrenhof besaß in der Symmetrieachse den Mittelpavillon als Zentrum der Schlossanlage. Während der Hof des Vorgängerbaus durch einen Flügel mit einem mächtigen Donjon zur Stadt hin abgeschlossen war, öffnete sich die vierte Seite nun zur Stadt und wurde durch eine Hermenbalustrade vom Vorhof derart abgeschlossen, dass die Zufahrt in der Schlossachse lag. Auf der gegenüberliegenden Seite befand sich der axial auf den Schlossgrundriss bezogene Garten mit symmetrisch geformten Treppen zum Tal. Der Vorhof war durch zwei achteckige Wachthäuser und schmiedeeiserne Gitter zwischen Stützpostamenten zur Stadt, zum Hang und zur Saarseite abgeschlossen. Die Zufahrt erfolgte durch ein Tor, das mit dem Haupteingang des Corps de Logis auf einer Achse lag.
Das Grundschema der Dreiflügelanlage bildete ein Rechteck von 65,45 × 61,34 Metern. Das Corps de Logis besaß eine Länge von 65,45 Meter mit 15 Fensterachsen, wovon drei auf den Mittelpavillon und jeweils drei auf die Rücklagen und die Eckpavillons entfielen. Seine Tiefe von 18,26 Meter war durch vier Fenster unterteilt.
Die Länge der Seitenflügel betrug 43,08 Meter. Von deren zehn Achsen entfielen sieben auf die Rücklagen. Entsprechend dem Sprachgebrauch des 18. Jahrhunderts erfolgte die Benennung der Seitenflügel mit Blick vom Schloss aus: Der zur Saar gelegene Flügel wurde als rechter, der zur Talstraße gelegene als linker Flügel bezeichnet. Die vier Eckpavillons wurden nach ihrer Lage gemäß der Himmelsrichtung Nordwest-, Südwest-, Südost- und Nordost-Pavillon genannt. Der Nordwest- und der Südwest-Pavillon besaßen auf ihrer 14,98 Meter messenden Längsseite je drei Fenster. Ihre Breitseite von 15,84 Meter Länge wiesen je vier Fenster auf. Diese geometrische Ordnung des Grundrisses wurde durch die symmetrische Anordnung der beiden Haupttreppenhäuser an den Innenwänden der dreiachsigen Rücklagen des Corps de Logis unterstützt. Die Seitenflügel waren zusätzlich durch zwei Nebentreppenhäuser, jeweils an der Innenwand zwischen Rücklage und Nordwest- bzw. Südwest-Pavillon liegend, erschlossen.
Der Zugang zum Schlossinneren erfolgte vom Ehrenhof über drei Hauptportale im Mittelpavillon. Weitere vier Eingänge befanden sich jeweils in der ersten Fensterachse der Rücklagen der Seitenflügel. Im Corps de Logis befanden sich auf der Hofseite links und rechts des Mittelpavillons zwei repräsentative Haupttreppenanlagen. Diese lagen in den Rücklagen und waren symmetrisch gestaltet. Vom Ehrenhof betrat man über eine dreistufige Freitreppe das Grand Vestibul. Zur Gartenseite lag die Sala terrena. Der Zeremonialweg führte vom Portal über den Ehrenhof, in das Corps de Logis. Von dessen Vorhalle führte er über die Ehrentreppe (franz.: Escalier d’honneur) weiter zu den Audienzräumen der Fürstenfamilie in der Beletage und von dort aus in das Mezzanin zum prachtvoll ausgestatteten Grand Salon. Die Raumsuite des Fürsten befand sich in der Beletage des rechten Schlossflügels, die der Fürstin im linken.
Im Rez-de-Chausée des rechten Flügels befanden sich die Räume der Verwaltung und die Regierungsarchive. Im linken Flügel logierte die Militärverwaltung des von Wilhelm Heinrich unterhaltenen und dem König von Frankreich unterstellten Regimentes. Im Souterrain darunter befanden sich die Wirtschafts- und Lagerräume, die über eine Tür vom Hof vor dem Marstall über ein Nebentreppenhaus erreichbar waren.
Fast 50 Jahre lang war das Saarbrücker Schloss anschließend administratives und kulturelles Zentrum des Fürstentums.

### 19. und 20. Jahrhundert

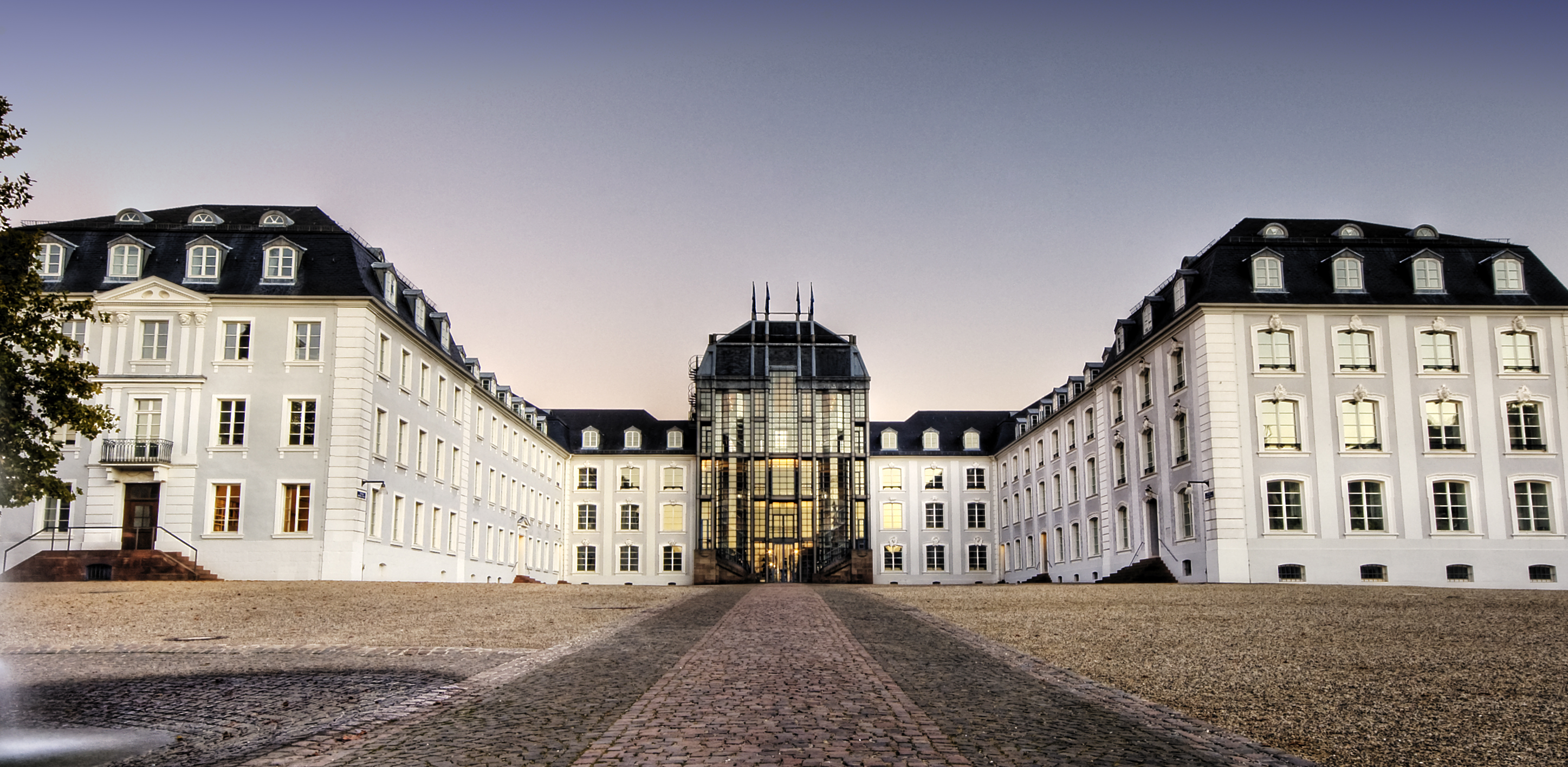
Schloss Saarbrücken vom Alten Rathaus aus gesehen

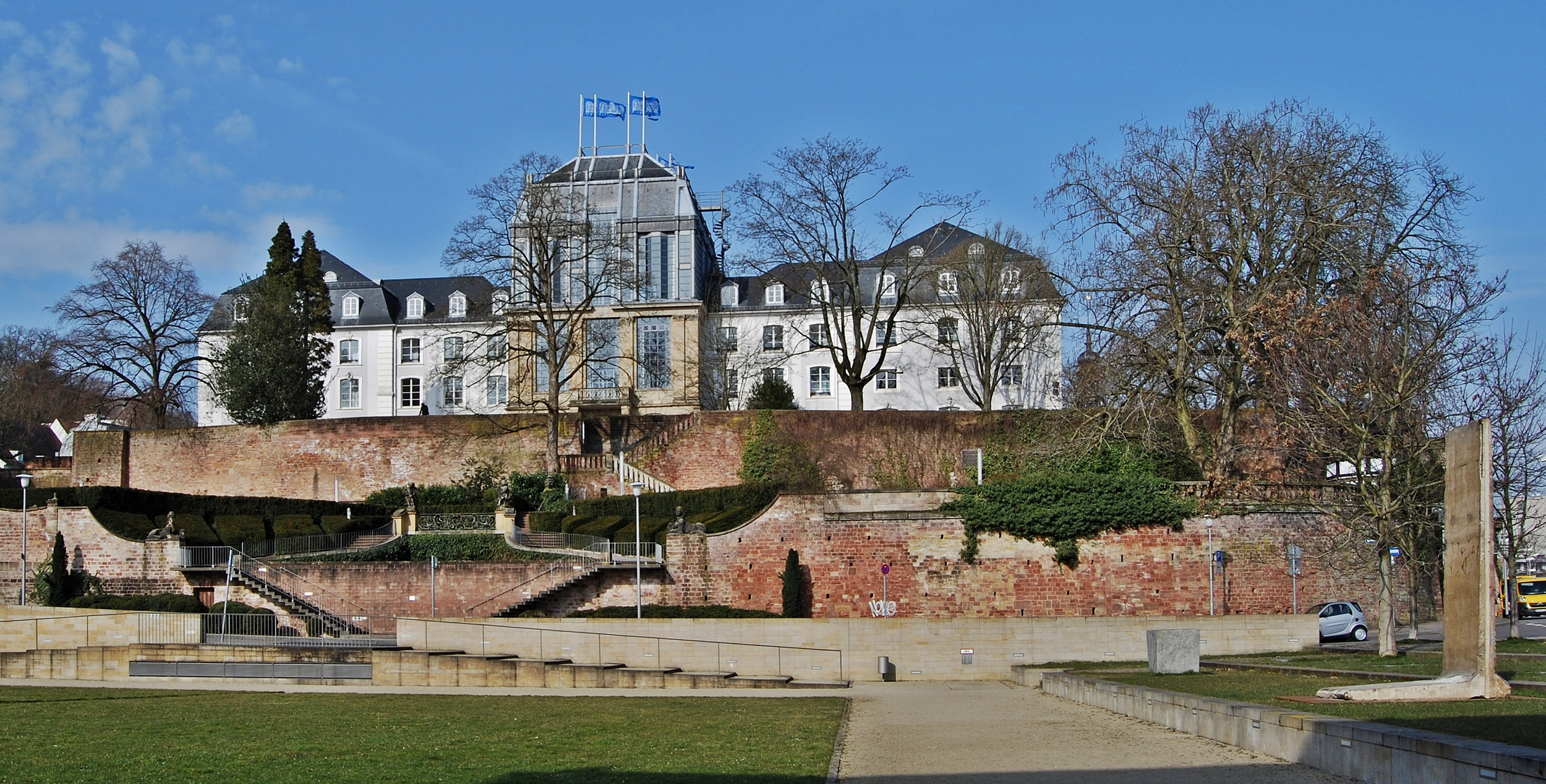
Rückseite des Schlosses, aufgenommen vom Landtag des Saarlandes

Nachdem das Barockschloss 1793 in den Wirren der Französischen Revolution durch Brand teilweise zerstört worden war, erfolgte um 1810 der Wiederaufbau der Ruine als Wohnhausanlage für acht Saarbrücker Bürgerfamilien. Baumeister Johann Adam Knipper ließ den stark zerstörten Nordflügel über dem erhaltenen barocken Gewölbekeller wiedererrichten sowie den Mittelpavillon im Corps de Logis und das Mezzaningeschoss abbrechen. Eine Lithografie von 1812 zeigt den freien Durchgang anstelle des einstigen Mittelpavillons. Erd- und Obergeschoss des Schlosses wurden in drei Geschosse unterteilt und mit einem neuen Dachstuhl versehen. 1872 erteilte der Eigentümer der sich anschließenden Schlossteile, der Eisenhüttenbesitzer Karl Ferdinand Stumm, dem Architekten Hugo Dihm den Auftrag, die entstandene Baulücke mit einem Saalbau zu schließen. Der Neubau blieb aber weit hinter den Dimensionen des barocken Mittelbaus zurück.
Zwischen 1908 und 1920 erwarb der Landkreis Saarbrücken nach und nach die Wohnhäuser, um sie anschließend als Sitz der Kreisverwaltung zu nutzen. 1938 erhielt der Mittelbau zur Hofseite eine Fassade im Stil des Neobarocks, und vor dem Ehrenhof wurde eine Freitreppenanlage erbaut. In der Zeit des Nationalsozialismus war im Schloss die Leitstelle der Gestapo. An sie erinnert der Platz des Unsichtbaren Mahnmals auf dem Vorplatz. Während des Zweiten Weltkriegs erfolgte die teilweise Zerstörung des westlichen Saarflügels, der 1947/48 wieder aufgebaut wurde.
Durch den Bau der 1963 fertiggestellten Stadtautobahn wurde die Fläche des Schlossgartens um etwa 1200 Quadratmeter verkleinert. Das vor der Schlossmauer befindliche historische Oberamtshaus wurde abgerissen. Ebenfalls wurde die Schlossmauer um 17 Meter versetzt, wodurch auch die Skulptur des Geizigen Bäckers an einen anderen Teil der Mauer versetzt werden musste. Zu der Alten Brücke, die vor der Rücksetzung bis zur Mauer reichte, wurde ein stählerner Steg gebaut.
Bis 1969 verschlechterte sich der bauliche Zustand der Schlossanlage massiv. Der Südflügel musste baupolizeilich gesperrt werden. Eine Sanierung des Schlosses wurde unumgänglich, Konzepte zur Ausführung erarbeitet. Die Ideen reichten von Rekonstruktion der unter Stengel errichteten Anlage bis hin zu vollständigem Abbruch. 1981 fällte der damalige Stadtverband Saarbrücken die Entscheidung, den vorhandenen Baubestand zu sanieren und um einen neuen, modern gestalteten Mittelpavillon zu ergänzen. Die Umbau- und Renovierungsarbeiten unter der Leitung der Architektengemeinschaft Böhm, Rosiny, Krüger und Rieger dauerten bis 1989. In ihrem Zuge wurde der Dihm’sche Mittelbau nach einem Entwurf Gottfried Böhms mit einem Stahlskelettbau in den Maßen des ehemaligen barocken Mittelpavillons überbaut.
Die Hoffront Dihms wurde in den neuen Baukörper integriert. Der Raum zwischen den Fassaden der beiden Bauten dient heute als Eingangshalle. Die Eckpavillons erhielten anstelle der Walmdächer nach dem Vorbild der Barockanlage wieder Mansarddächer.